# Hexi (köping i Kina, Ningxia)
Hexi (kinesiska: 河西, 河西镇) är en köping i Kina. Den ligger i den autonoma regionen Ningxia, i den nordvästra delen av landet, omkring 160 kilometer söder om regionhuvudstaden Yinchuan. Antalet invånare är 40914. Befolkningen består av 20 129 kvinnor och 20 785 män. Barn under 15 år utgör 30 %, vuxna 15-64 år 65 %, och äldre över 65 år 4,0 %.
Genomsnittlig årsnederbörd är 335 millimeter. Den regnigaste månaden är september, med i genomsnitt 66 mm nederbörd, och den torraste är december, med 1 mm nederbörd.